# 확산 지배 효소

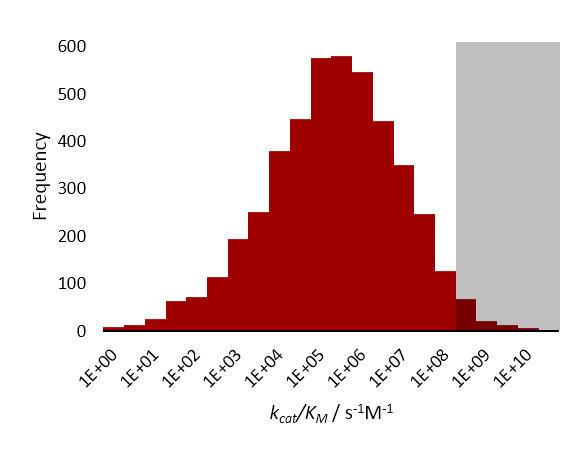
알려진 효소 촉매 반응 속도(k_{cat}/K_{M})의 분포도. 대부분의 효소들은 반응 속도가 약 10^{5} s^{−1}M^{−1}정도이다. 오른쪽에 있는 진한 영역의 가장 빠른 효소(>10^{8} s^{−1}M^{−1})는 확산에 지배받는다. (데이터는 참고 문헌에서 가져왔다)

확산 지배 효소(擴散支配酵素, 영어: diffusion limited enzyme)는 반응에서 매우 효과적인 촉매로 작용해 속도 결정 단계가 반응물이 활성 자리로 확산되거나 생성물이 확산되어 나오는 단계인 효소이다. 이는 속도론적 완전성(kinetic perfection, catalytic perfection)으로도 알려져 있다. 이러한 효소에서 촉매 과정의 속도는 확산 지배 반응에 의해 결정되기 때문에, 진화에서 본질적이고 물리적인 제약(적합도 지형에서 최고치의 높이)을 나타낸다. 확산 지배 완전 효소는 매우 드물다. 대부분의 효소는 반응이 한계보다 1,000-10,000 배는 느리게 촉매로 작용한다. 효소의 속도가 느린 이유는 어려운 반응의 화학적 제한과 이렇게 빠른 반응 속도가 어떠한 추가적인 적응도도 받아들이지 않는 진화적인 제한 때문이다.

## 역사

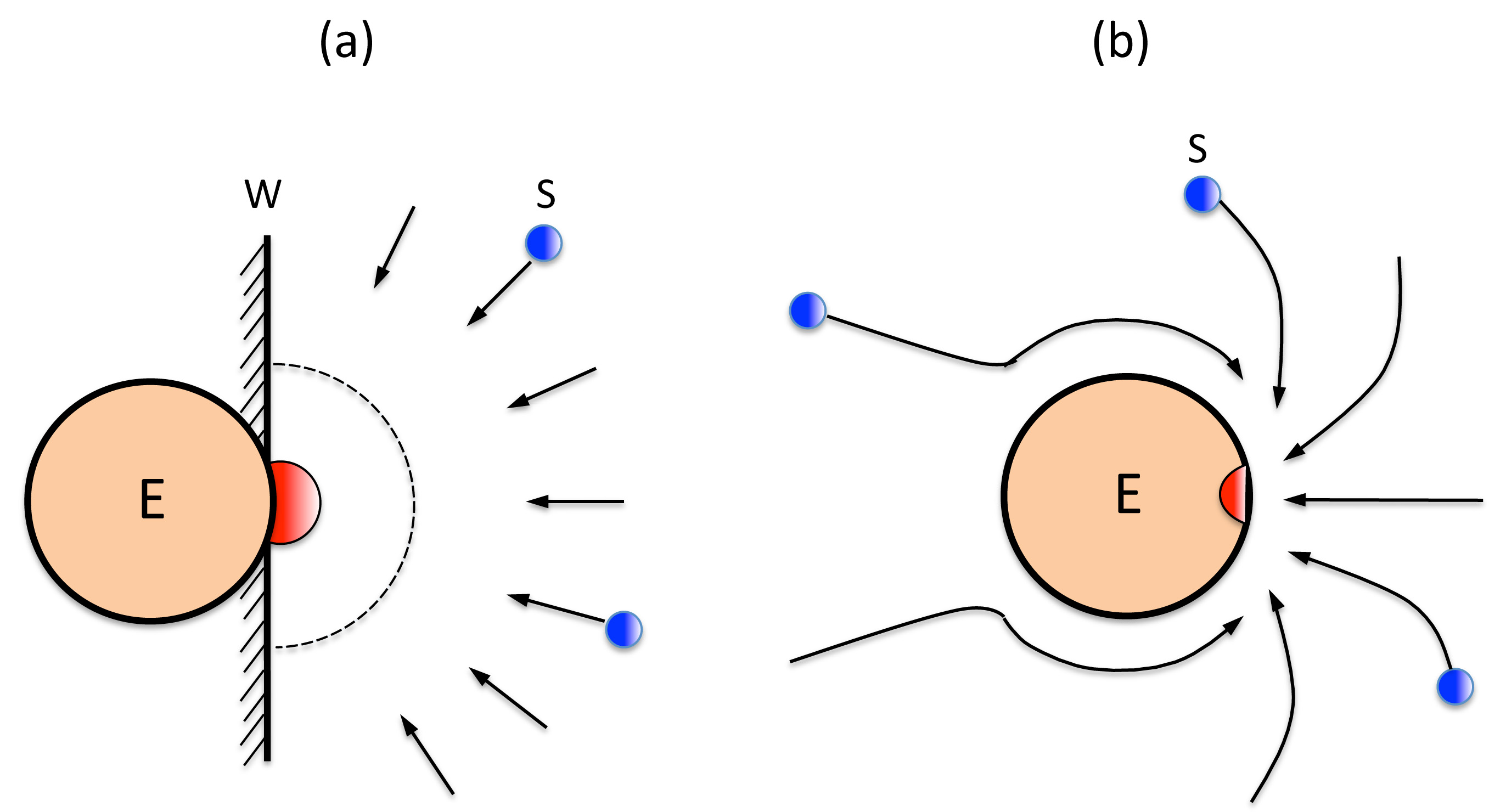
(a) 앨버티-햄즈-아이겐 모형과 (b) 저우의 모형을 나타내는 도식. 여기서 E는 활성 자리를 빨간색으로 표시한 효소를 나타내고, 반응물 S는 파란 색으로 나타냈다.

확산 지배 반응 이론은 원래 로버트 A. 앨버티와 고든 햄즈, 그리고 만프레트 아이겐이 효소-반응물 반응의 상계를 추정하기 위해 사용되었다. 이들의 추정에 따르면, 효소-반응물의 속도의 상계는 109 M−1 s−1였었다.
1972년에 탄산 무수화 효소를 촉매로 이용한 H2CO3의 탈수 작용에서, 실험적으로 구한 2차 속도 상수는 약 1.5 × 1010 M−1 s−1로, 단순화된 모형을 기반으로 한 앨버티와 햄즈, 아이겐이 추정한 상계보다 더 큰 값이였다.
이러한 모순을 다루기 위해 저우궈청 교수와 동료들은 효소와 반응물 간의 공간 계수와 역장 계수를 고려한 모형을 제안했고 상계가 1010 M−1 s−1까지 도달할 수 있다는 것을 찾았으며, 분자 생물학에서 일부 이례적으로 빠른 반응 속도를 설명할 때 쓰일 수 있다.
저우 일행이 발견한 효소-반응물의 새로운 상계는 더 논의되었고 일련의 후속 연구에 의해 분석되었다.
확산 지배 효소와 반응물의 반응 속도나 효소-반응물 반응의 상계를 계산할 때 단순화된 앨버티-햄즈-아이겐의 모형(a)과 저우의 모형(b)간의 세부적인 차이는 논문에서 상세히 기술되었다.

## 메커니즘
속도론적으로 완벽한 효소의 특이성 상수 kcat/Km 108에서 109 M−1 s−1 정도이다. 효소 촉매 반응의 속도는 확산에 의해 제한되어 효소가 다른 분자를 만나기 전까지 반응물을 '처리'한다.
일부 효소는 불가능해 보이는 반응 속도보다 빠르게 작용한다. 이 현상을 설명하기 위한 메커니즘들을 서술해 두었다. 일부 단백질은 반응물을 끌어들이고 쌍극자 전기장을 이용해 미리 방향을 잡아 촉매 반응을 가속하는 것으로 본다. 일부는 양성자나 전자가 활성화 장벽을 통과하는 양자 역학적인 터널링을 이용해서 설명한다. 양성자 터널링 이론이 논란의 여지가 있는 개념이였다면, 콩 리폭시게나아제의 경우에서 유일하게 가능한 메커니즘으로 증명되었다.

## 진화
속도론적으로 완전한 효소가 별로 없다는 것은 주목할 만 하다. 이는 자연 선택으로도 해석될 수 있다. 촉매의 속도 증가는 유기체에 일부 이점을 가져올 수 있다. 하지만, 촉매 속도가 확산 속도(예를 들어 반응물이 활성화 자리로 출입하고 반응물을 마주치기 까지의 속도)를 추월하게 되면 그 이상으로 속도가 증가해도 이점이 없다. 확산 지배 효소는 진화의 절대적인 물리적 제약을 나타낸다. 촉매 속도가 확산 속도보다 빠르게 증가하는 것은 어떻게도 유기체를 촉진하지 않아서 적합도 지형 전역에서 최대를 나타낸다. 따라서, 완전한 효소는 '우연히' 퍼지게 된 무작위적 돌연변이에 의해 나타났거나, 또는 빠른 속도가 한 때는 효소의 조상에서 다른 반응의 일부에서 유용했었기 때문에 나타났다.

## 예시
- 아세틸콜린에스터레이스
- β-락타메이스
- 카탈레이스
- 탄산 무수화 효소
- CO 탈수소효소[18]
- 시토크롬c 과산화효소
- 푸마라아제
- 초과산화물 불균등화효소
- 삼탄당인산 이성질화효소

## 같이 보기
- 확산 지배 반응
- 효소

  - 효소반응속도론
  - 효소공학